# Чечуга (шабля)

Польські чечуги з піхвами 17 століття з музею Ліврусткаммарен, Стокгольм, Швеція

Чечуга (також "татарська шабля", "вірменська шабля", "смичок"; пол. Czeczuga) — це тип шаблі східного походження, що характеризується ефесом відкритого типу з маленькою хрестоподібною гардою; з дерев'яним руків'ям, обтягнутим, як правило, шкірою ящера або акули. Верхів'я цієї шаблі виготовлене з латуні, багатогранне, нахилене в бік клинка під тупим кутом. Клинок цієї шаблі малої кривини.

## Етимологія
Дослідники відносять назву цього типу шабель до риби стерляді (інша назва риби — чечуга), з якою шаблі мали деяку зовнішню схожість. Проте, в старопольських текстах йшлося про те, що «чечуга, чечега — шабля татарська залізна, коротше корду, названа від народу татарського Чечан, що мешкає на Кавказі». 

## Галерея

Чечуги з музею Ліврусткамарен, Стокгольм, Швеція.